# Pangršica
Pangršica – wieś w Słowenii, w gminie miejskiej Kranj. W 2018 roku liczyła 174 mieszkańców. 